# Луїс Охеда
Луїс Охеда (ісп. Luis Ojeda, нар. 21 березня 1990) — аргентинський футболіст, що грав на позиції воротаря. Виступав за низку аргентинських і закордонних клубів, а також молодіжну збірну Аргентини. Чемпіон Аргентини.

## Клубна кар'єра
Луїс Охеда народився 1990 року, та є вихованцем футбольної школи клубу «Уніон». У 2008 році розпочав виступи в основній команді клубу, в якій грав до 2009 року, взявши участь у 47 матчах чемпіонату.
У 2009 році Охеда перейшов до складу клубу «Архентінос Хуніорс», в якому грав до 2015 року. У складі «Архентінос Хуніорс» воротар у 2010 році здобув титул чемпіона Аргентини.
У 2015 році футболіст перейшов до мексиканського клубу «Венадос», у якому грав до 2017 року, після якого грав у 2017 році в іншому мексиканському клубі «Веракрус» та японській команді «ДЖЕФ Юнайтед». На початку 2018 року аргентинський воротар перейшов до колумбійського клубу «Атлетіко Букараманга», а в другій половині року перейшов до мексиканської команди «Кафеталерос де Тапачула». У 2019 році гравець повернувся на батьківщину до клубу «Атлетіко Мітре», а наступного року перейшов до болівійського клубу «Хорхе Вільстерман». У 2021 році Охеда перейшов до аргентинського клубу «Платенсе» (Вісенте-Лопес), з якого його наступного року віддали в оренду до парагвайського клубу"Соль де Америка".
У 2023 році Луїс Охеда перебував у складі аргентинського клубу «Атлетіко Тукуман», а з 2024 року грає в складі команди «Хімнасія і Есгріма» (Мендоса).

## Виступи за збірну
У 2009 році Луїс Охеда провів 2 матчі в складі молодіжної збірної Аргентини.

## Титули і досягнення
- Чемпіон Аргентини (1):

«Архентінос Хуніорс»: Клаусура 2010